# 拉德恰 (日托米爾州)
51°21′9″N 29°16′57″E / 51.35250°N 29.28250°E
拉德恰（羅馬化：Radcha）是烏克蘭北部的村莊，隸屬日托米爾州的科羅斯滕區。該村始建於1930年，面積0.39平方公里，海拔高度146米，2001年人口265，人口密度每平方公里681.23人。